# 燈明ヶ岳
燈明ヶ岳（とうみょうがだけ）とは大阪府泉佐野市にある標高558mの山で、大阪50山のひとつである。
西ノ燈明ヶ岳ともいうが、これは燈明岳（東ノ燈明ヶ岳、東ノ燈明岳とも）という大阪府河内長野市と和歌山県かつらぎ町にまたがる山が別にあり、この山との区別をはっきりさせるためである。
七宝瀧寺（真言宗犬鳴派、犬鳴山修験道）の護摩広場の不動明王像の右奥にある登山口から登るのが一般的である。この山の一帯は行場であり、祠、経塚、鳥居、多数の石仏などがある。危険で険しい道もあるので注意が必要。とりわけ「裏行場」といわれるところは危険である。

## 山名について
『和泉名所図会』によると「当山の絶頂をいふ。西の海面を闇夜に渡海の船、方角を失ふの時、当山の不動尊を念する時、此峰に燈明輝くといふ」とある

## 山名の表記について
山名の表記は、国土地理院の地形図と、登山地図・ガイドブック・登山道にある標識等（以下「登山地図等」）の表記が、以下のように異なっていることがある。
また、一帯の山域を指して犬鳴山と通称されることがある。
| 国土地理院 の表記 | 登山地図等 の表記 | 備考 |
| ----------------- | ----------------- | --- |
| 燈明ヶ岳          | 天狗岳            | 標高558m地点 （葛城修験犬鳴山内二十八宿 第十五番 天狗ヶ岳魔王尊）                                                                          |
|                   | 燈明ヶ岳          | 七宝瀧寺 奥の院倶利伽羅不動明王（葛城修験犬鳴山内二十八宿 第十三番 燈明ヶ岳峯） 西側の展望が良く、大阪湾、関西国際空港を望むことができる。 |
|                   | 経塚権現山        | 標高558m地点の東側のピーク 葛城二十八宿第八番経塚（葛城修験犬鳴山内二十八宿 第十四番 経塚大権現）                                          |